# اميعقوب

تعديل مصدري - تعديل

اميعقوب هي إحدى قرى عزلة سرار بمديرية سرار التابعة لمحافظة أبين، بلغ تعداد سكانها 35 نسمة حسب تعداد اليمن لعام 2004.